# Foqion Postoli
Foqion Postoli (ur. 23 lipca 1889 w Korczy, zm. 2 października 1927 tamże) – albański pisarz, dziennikarz i działacz narodowy.

## Życiorys
Pochodził z rodziny kupieckiej. Z powodów ekonomicznych już w wieku 16 lat wyjechał z kraju. Początkowo mieszkał w Stambule, gdzie miał rodzinę, a następnie przez jedenaście lat w Stanach Zjednoczonych (1910–1921). Pracował jako robotnik w fabryce obuwia w Massachusetts, a w wolnych chwilach uczył się sztuki aktorskiej. W tym samym czasie nawiązał współpracę z albańskim ruchem narodowym (Panalbańska Federacja Vatra) działającym w Bostonie i zaczął pisać pierwsze utwory. Współpracował także z pismem Dielli (Słońce), wydawanym przez Vatrę.
W 1919 opublikował powieść W obronie Ojczyzny, której akcja rozgrywa się w latach 1895–1913 i przedstawia skomplikowane losy Nicy, pochodzącej z rodziny chłopskiej, która wychodzi za mąż za Estrefa, syna właściciela ziemskiego Rakipa beja. Powieść, zawiera wyraźne przesłanie patriotyczne, a wątek melodramatyczny przeplata się z obrazami walki Albańczyków o niepodległość kraju. Tematykę konfliktu albańsko-greckiego w latach 1915–1918 podejmuje kolejna powieść Postoliego – Lulja e Kujtimit (Kwiat pamięci).
W 1922 powrócił do Albanii, w której mieszkał aż do śmierci.
W życiu prywatnym był żonaty (żona Olimbi).

## Dzieła
- 1919: Për mbrojtjen e Atdheut (W obronie Ojczyzny)
- 1922: Lulja e kujtimit: roman me dy pjesë (Kwiat pamięci, powieść w dwóch częściach)
- 1990: Vepra letrare (Dzieła literackie)
- Detyra e mëmës: dramë me katër pamje: ngjarje në kufitë shqipëtaro-grekë